# Linia kolejowa 13 Tatabánya – Pápa
Linia kolejowa Tatabánya – Pápa – linia kolejowa drugorzędna na Węgrzech. Jest to linia jednotorowa, nie zelektryfikowana. Linia przebiega przez malownicze tereny. Na odcinku od stacji Környe do stacji Pápa linia została zamknięta dla ruchu osobowego.